# Tall Man (album)
Tall Man je kompilacija Johnnyja Casha, objavljena 1979. u izdanju Bear Family Recordsa. Kao i dva prethodna Cashova izdanja za Bear Family, sastoji se od rijetkih i neobjavljenih pjesama. "Besser So, Jenny-Jo" i "Kleine Rosemarie" snimljene su na njemačkom za tu publiku. "Tall Men" je sa soundtracka za film Cindy iz 1961. "Pick a Bale of Cotton" i "Hammers and Nails" prethodno su bile objavljene kao singlovi. "Rodeo Hand" je neobjavljena pjesma sa snimanja albuma Sings the Ballads of the True West. "Engine 143", pjesma A.P. Cartera, 2003. je snimljena za tribute album Carter Family.

## Popis pjesama
1. "Tall Men" (Ken Darby) Snimljeno 27. veljače 1961.
2. "Foolish Questions" (Cash) Snimljeno 12. siječnja 1962.
3. "Pick a Bale of Cotton" (Leadbelly/Alan Lomax) Snimljeno 8. lipnja 1962.
4. "I Tremble for You" (Cash/Lew DeWitt) Snimljeno 3. listopada 1967.
5. "Besser So, Jenny-Jo" (Burgner/Kurt Hertha) Snimljeno 20. lipnja 1965.
6. "My Old Faded Rose" (June Carter/Cash) Snimljeno 20. lipnja 1965.
7. "Kleine Rosmarie" (Goetz/Günter Loose) Snimljeno 29. lipnja 1964.
8. "Rodeo Hand" (Peter La Farge) Snimljeno 13. ožujka 1965.
9. "The Sound of Laughter" (Harlan Howard) Snimljeno 29. siječnja 1966.
10. "Hammers and Nails" (Lucille Groah) Snimljeno 3. travnja 1964.
  - Sa Statler Brothers
11. "Engine 143" (A.P. Carter) Snimljeno 20. prosinca 1964.
12. "On the Line" (Narodna) Snimljeno 12. siječnja 1967.